# NGC 5363
NGC 5363 (другие обозначения — UGC 8847, MCG 1-36-2, ZWG 46.7, IRAS13536+0529, PGC 49547) — линзовидная галактика в созвездии Дева.
Этот объект входит в число перечисленных в оригинальной редакции «Нового общего каталога».
Галактика характеризуется наличием газо-пылевой полосы вдоль малой оси, и более протяженной полосы с промежуточной ориентацией. Это подтверждают наблюдения в оптическом и в среднем инфракрасном диапазоне
Пылевая структура выглядит как диск со спиральными рукавами и, возможно, с наличием бара.. Галактика также имеет излучение ионизированного водорода HII, которое образует также образует спиральный диск.
Общая масса газа и пыли в галактике примерно в 100 раз больше, чем теоретическое значение для модели, при которой она образуется только за счет массы, потерянной проэволюционировавшими звёздами .
У галактики также есть признаки приливного взаимодействия, свидетельствующие о недавнем слиянии с другой галактикой, Вероятно это и стало причиной появления такого количества вещества межзвездной среды.
Слияние также привело к увеличению темпа звездообразования в галактике, о чём свидетельствует обнаружение ультрафиолетового излучения, связанного с молодыми звездами.
Галактика обладает активным ядром, которое классифицируется как LINER
В центре NGC 5363 находится сверхмассивная чёрная дыра с оценочной массой 375 миллионов M☉ . Было обнаружено, что NGC 5363 излучает радиоволны из компактного источника.
На фоне галактики вспыхнула сверхновая SN 1987H.
NGC 5363 — крупнейший представитель в одноимённой группе галактик, в которую также входят NGC 5300, NGC 5348, NGC 5356, NGC 5360 и NGC 5364. Признаков гравитационного взаимодействия галактики с другими членами группы не обнаружено. В свою очередь эта группа принадлежит крупному скоплению Девы.